# Pardosa paratesquorum
Pardosa paratesquorum är en spindelart som beskrevs av Schenkel 1963. Pardosa paratesquorum ingår i släktet Pardosa och familjen vargspindlar. Inga underarter finns listade i Catalogue of Life.